# Böösgården

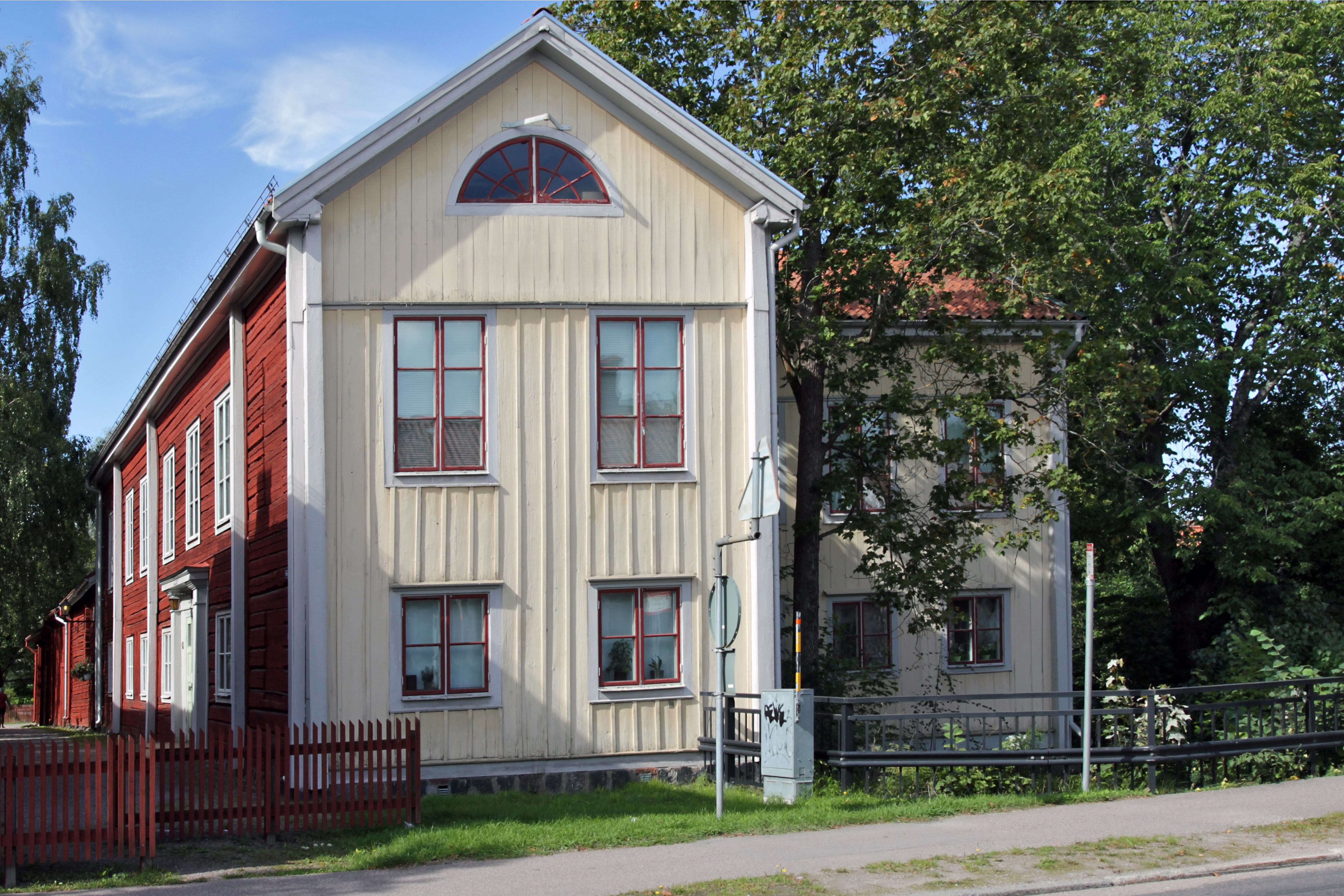
Böösgården, fasad mot Kyrkogatan

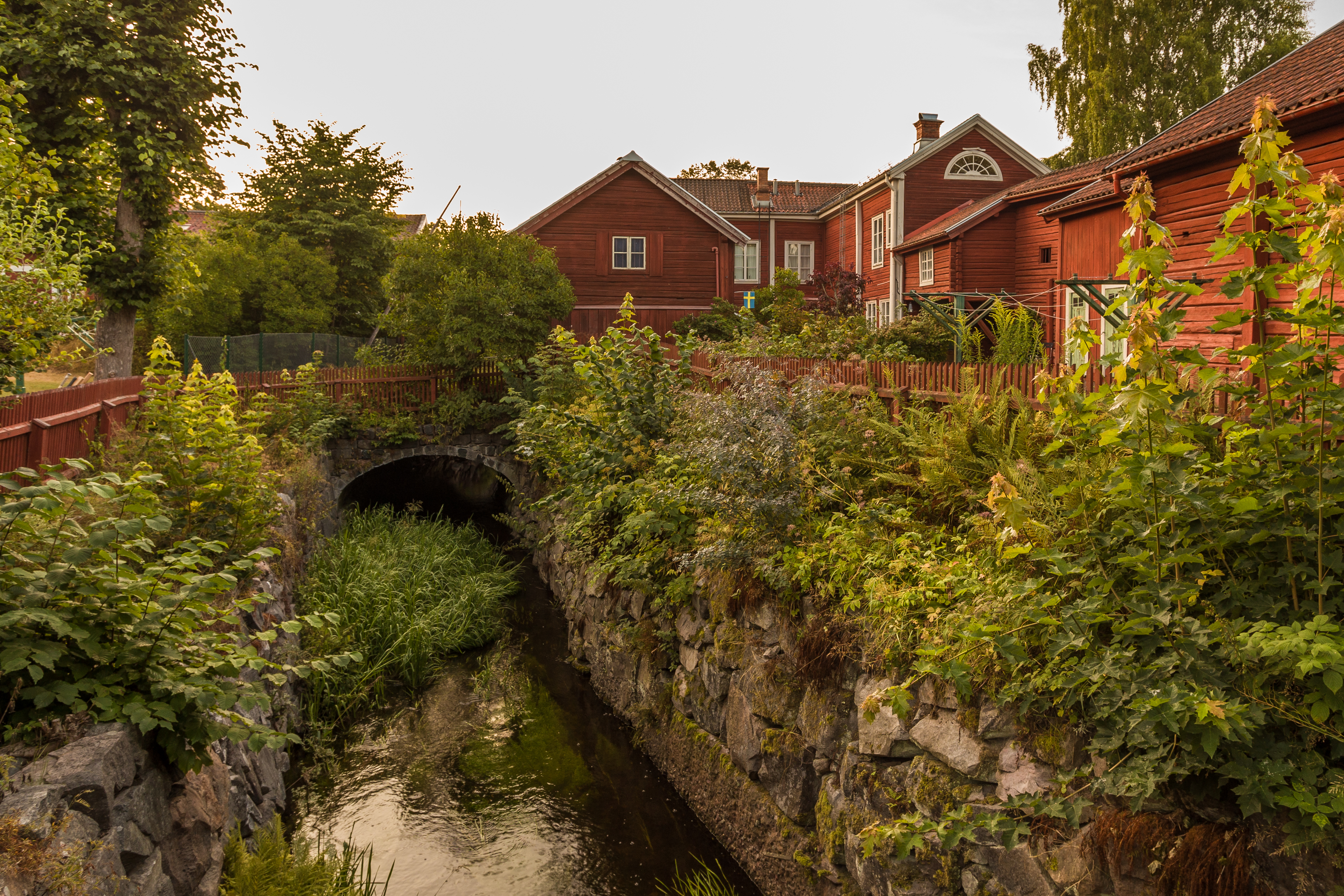
Böösgården, innergården

Böösgården är en gård i stadsdelen Gamla byn i Avesta, bestående av sex byggnader och sannolikt uppförd under 1700-talet. Konturerna av gården finns på en karta från 1759 och på ett uthus finns årtalet 1716 inristat. Huvudbyggnaden är timrad, med gräddvit panel på östra och norra gaveln. Byggnadens nordöstra hörn går delvis över den kanal som flyter genom området och hålls upp av ett stenvalv. Böösgården klarade stadsbranden 1803.
År 1820 tog Karl Lyrberg (död 1862) över gården och drev handelsbod i ett av husen. Hans svärson Karl Johan Böös tog över gården och senare kom gården att ägas av Avesta järnverk. Länsstyrelsen i Dalarnas län byggnadsminneförklarade gården 1996.